# Perevalne, Simferopol
Perevalne (în ucraineană Перевальне) este un sat în comuna Dobre din raionul Simferopol, Republica Autonomă Crimeea, Ucraina.

## Demografie
Componența lingvistică a localității Perevalne
     Rusă (73,66%)
     Ucraineană (13,47%)
     Tătară crimeeană (10,03%)
     Alte limbi (0,47%)
Conform recensământului din 2001, majoritatea populației localității Perevalne era vorbitoare de rusă (73,66%), existând în minoritate și vorbitori de ucraineană (13,47%) și tătară crimeeană (10,03%).